# Gymnocrex plumbeiventris
Il rallo ventreplumbeo o rallo occhinudi (Gymnocrex plumbeiventris G. R. Gray, 1862) è un uccello della famiglia dei Rallidi originario della Nuova Guinea e delle Molucche.

## Tassonomia
Attualmente vengono riconosciute due sottospecie di rallo occhinudi:
- G. p. plumbeiventris (G. R. Gray, 1862) (Molucche settentrionali, Misool, Nuova Guinea settentrionale, Karkar e Nuova Irlanda);
- G. p. hoeveni (H. K. B. Rosenberg, 1866) (Nuova Guinea e isole Aru).

## Descrizione
Il rallo occhinudi misura 30–33 cm di lunghezza e pesa 255-320 g. Negli adulti, la testa è di colore variabile dal castano-vinato al terra di Siena bruciata. È leggermente più scura dalla fronte alla parte posteriore del collo e un po' più chiara su mento e gola. Alcuni esemplari hanno gola e parte superiore del mento biancastri, con le punte delle piume marroni. Sulla parte superiore del dorso e del petto è presente una sorta di ampio collare marrone-amaranto. Il resto delle parti superiori, compreso il resto del dorso e le penne scapolari e copritrici, sono oliva-ocra-marrone. La parte bassa del dorso e la coda sono di colore nero. L'alula e le copritrici presentano molti diversi tipi di marrone, mentre le primarie sono verde oliva-marrone e le terziarie ocra-marrone. La regione ascellare e la parte inferiore delle ali sono nerastre, e dal momento che ogni piuma è largamente macchiata di bianco si vengono a formare delle specie di striature. La parte inferiore del petto, quella superiore dei fianchi, l'addome e le cosce sono di colore grigio piombo, che diviene nero sulla parte bassa dei fianchi e sulle copritrici sottocaudali. Alcuni esemplari hanno l'addome interamente nerastro. La pelle nuda che ricopre la regione auricolare e la parte posteriore dell'occhio è color carne, ma diviene scarlatta quando l'uccello è allarmato. La regione sopracciliare è di colore rosso-arancio nel maschio e rosso opaco nella femmina. L'iride è di colore rosso, rosso-marrone o marrone. Il becco è di colore variabile, ma è più spesso bruno-oliva. Le zampe sono rosso corallo. Il piumaggio nuziale è più sgargiante di quello degli altri periodi dell'anno. I sessi sono identici. I giovani somigliano agli adulti, ma il loro addome presenta una mistura di piume rosse e nere.
Il rallo occhinudi emette un potente wow-wow-wow-wow, udibile soprattutto agli inizi della stagione delle piogge, che costituisce probabilmente un richiamo territoriale. Mentre mangia, produce una sorta di grugnito molto simile a quello di un maiale. Il richiamo tipico viene talvolta descritto come un too-oop ripetuto e potente che si può udire a vari chilometri di distanza. Questo richiamo ricorda il rumore di un pezzo di legno battuto su un bambù cavo. Quando si spostano sul terreno, alcuni uccelli lanciano degli ww...ww...ww o dei grugniti continui che sono virtualmente identici a quelli delle ralline collorosso.

## Distribuzione e habitat
Il rallo occhinudi vive nelle Molucche settentrionali (Morotai, Halmahera e Bacan), in Nuova Guinea, sulle isole Aru, a Karkar e nella Nuova Irlanda. Fino a non molto tempo fa, il suo areale si estendeva probabilmente a tutto l'arcipelago delle Salomone.
Questo rallo terricolo frequenta il suolo delle foreste primarie, ma si può anche incontrare nelle foreste paludose, comprese quelle costituite da palme di sagù, e nelle zone di praterie umide in prossimità di foreste e laghi. Mostra una netta preferenza per i terreni umidi o bagnati. Nella parte orientale della Nuova Guinea, durante i lunghi periodi di tempo asciutto, quando il terreno diventa duro, abbandona le foreste pluviali di pianura, ma durante la stagione delle piogge si stabilisce nelle foreste monsoniche. Si incontra in genere dal livello del mare fino a 1200 m di quota. Sul monte Hagen, nell'est della Nuova Guinea, sale talvolta fino a 1600 m.

## Biologia
Il rallo occhinudi conduce vita diurna. È timido, riservato e molto difficile da avvistare. Tuttavia, può divenire molto curioso se l'osservatore rimane immobile. Va e viene sul pavimento della foresta, alzando e abbassando la coda ed emettendo costantemente suoni simili a grugniti. Adotta spesso una postura orizzontale, tenendo la testa bassa. Quando va in cerca di cibo, muove la testa su e giù e agita nervosamente le ali; così facendo, le strisce chiare sotto le ali formano dei bagliori luminosi nella flebile luce del sottobosco. Il rallo occhinudi vive in piccoli gruppi familiari. Adotta un comportamento territoriale, almeno durante la stagione della nidificazione. Può assumere comportamenti aggressivi nei confronti di altre specie che tentano una intrusione. Le ralline collorosso subiscono spesso delle cariche frontali, nel corso delle quali gli aggressori puntano il becco in avanti, con le ali raccolte lungo il corpo e la coda sollevata in alto. Il rallo occhinudi effettua anche delle parate di dissuasione durante le quali mostra le strisce bianche e nere del sottoala. Quando l'uccello è stressato, le parti nude della faccia assumono una colorazione scarlatta.
Il rallo occhinudi consuma prevalentemente insetti. Mangia grossi Coleotteri, ma anche molluschi (gasteropodi). È probabile che consumi anche un gran numero di piccoli vertebrati. Ralli in cerca di cibo sono stati visti spazzare vigorosamente le foglie morte con le zampe o con movimenti laterali del becco.
Il rallo occhinudi si riproduce durante la stagione umida, in novembre su Misool e in febbraio su Karkar. Nella regione del fiume Sepik, nel nord della Nuova Guinea, il nido viene costruito con delle erbe, sul terreno, quando la portata del fiume è più bassa. La covata è costituita da diverse uova di colore bianco. Su Karkar, la situazione cambia un po': il nido viene installato tra le radici di un grande albero e la femmina vi depone 8 uova lisce e lucenti, di colore rosa-crema con dei puntini rosso-bruni e delle macchie alla base grigio-violacee. Nella regione di Port Moresby, la situazione appare ancora differente: il nido è composto da alcuni frammenti di foglie morte poste tra le radici di un arbusto. La nidiata è modesta e le uova sono bianco-camoscio con delle piccole macchie grigie e delle macchie più grandi di colore castano.